# كارول فرانك
كارول فرانك (بالفرنسية: Carole Franck)‏ هي ممثلة فرنسية، ولدت بباريس في فرنسا.

## أعمال

### أفلام
- (2007) كسكسي بالبوري[2][3]
- (2010) أسماء الحب[4]
- (2011) بوليس[5]
- (2012) الحب[6]
- (2013) شابة وجميلة[7]

## وصلات خارجية
- كارول فرانك على موقع IMDb (الإنجليزية)
- كارول فرانك على موقع ألو سيني (الفرنسية)
- كارول فرانك على موقع أول موفي (الإنجليزية)
- كارول فرانك على موقع قاعدة بيانات الأفلام السويدية (السويدية)
- كارول فرانك على موقع قاعدة بيانات الفيلم (الإنجليزية)
- كارول فرانك على موقع كينوبويسك (الروسية)